# Радост сликања
Радост сликања је америчка едукативна телевизијскa емисија коју је креирао и водио сликар Боб Рос и која је трајала од 11. јануара 1983. до 17. маја 1994. У свакој епизоди Рос је предавао технике пејзажног уљаног сликања, завршавајући слику по сесији. Програм је следио исти формат као и његов претходник, Магија уљаног сликања, чији је домаћин био Росов ментор Бил Александер. Током свог трајања освојио је три Еми награде.

## Продукција
Емисију су емитовале и продуцирале некомерцијалне, јавне телевизијске станице. Прва сезона емитована је почетком 1983. године, а првобитно ју је продуцирао "WNVC" у Фолс Черчу, Вирџинија. Уласком у другу сезону крајем 1983. године, емисију је продуцирао "WIPB" у Мунсију (Muncie), Индијана, док се није завршила 1994. године, а касније је продуцирана од стране "Blue Ridge Public Television" у Роаноке-у, Вирџинија. Емисију тренутно дистрибуира Америчка јавна телевизија. Рерунс је кренуо да се синдицира на "PBS" станице у Сједињеним Америчким Државама 1992. године, под називом The Best of The Joy of Painting, представљајући колекцију омиљених слика Боба Роса из прошлих сезона. Почетком 90-их скоро 300 епизода Радости сликања било је приказано у Сједињеним Америчким Државама, а затим и у Канади. Ускоро је Радост сликања започела емитовање и синхронизована је на различите језике широм света, као што су Мексико, Костарика, Колумбија, Велика Британија, Европа, Латинска Америка, Грчка, Холандија, Немачка, Швајцарска, Аустрија, Турска, Иран, Јужна Кореја, Јапан и Филипини.

## Формат
Свака епизода кренула је са Росом који је стајао испред празног платна, обично прекривеног белом или црном бојом. У року од 30 минута, Рос је графички приказивао боје преко екрана, што није чинио у првој сезони. Уместо приказивања своје палете на екрану, празно платно би претворио у замишљени пејзаж, као и морски и зимски пејзаж, користећи "мокро-на-мокро" технику, у којој сликар додаје боју преко боје док је још увек мокра, радије него да чека да се сваки слој боје осуши. Комбиновао је ову методу са употребом четкица величине 2 центиметара и других врста четкица, као и сликарских ножева, што му је омогућило да слика дрвеће, воду, облаке, планине, морске и зимске пејзаже за неколико секунди.
Слике су укључивале боје које је Рос користио у емисији, попут "titanium white", "phthalo green", "phthalo blue", "Prussian blue", "midnight black", "dark sienna", "van duke brown", "alizarin crimson",  "sap green",  "cadmium yellow", "yellow ochre", "Indian yellow", и "bright red".  Само у ранијим сезонама, Рос је у емисији користио "burnt umber" и "permanent red".
Свака слика почињала је укрштеним потезима, који су изгледали као ништа више од мрља боја. Како је додавао више укрштених потеза, мрље би се претвориле у комплексне слике. Док је сликао, учио је гледаоце техникама које је он користио, причао је приче о "срећним облачићима" и "срећном малом дрвећу", које је стварао. Повремено би приказао кућни видео снимак себе са младим јеленом, ракуном или другом ситном животињом. Сваки програм снимљен је у реалном времену са две видео камере: средњи кадар Роса и његовог платна и снимак изблиза платна или палете.
Стварао је три верзије сваке слике. Прва, урађена пре снимања, где је седео на штафлерају ван камере и која му је служила као пример за стварање друге, када су гледаоци заправо гледали како слика. Након снимања, насликао би трећу детаљнију слику коју би уврстио у своје едукативне књиге. Све три верзије су затим дониране разним "ПБС" станицама, "Smithsonian" институту или би их Рос задржао.

## Епизоде

### Сезона 1 (1983)
Прва сезона Радости сликања углавном се емитовала на ПБС станицама широм Источне обале, што је резултирало тиме да је почетна публика била мала. Сезона 1 је једина сезона која је пуштала позадинску музику док је Рос сликао и била је једина сезона која је продуцирана у "WNVC" у Фолс Черчу, Вирџинија.
- "Шетња у шуми" (11. јануар, 1983)
- "Mount McKinley" (11. јануар, 1983)
- "Ebony Sunset" (18. јануар, 1983)
- "Зимска магла" (25. јануар, 1983)
- "Тихи млаз" (1. фебруар, 1983)
- "Зимски месец" (8. фебруар, 1983)
- "Планина у јесен" (15. фебруар, 1983)
- "Спокојна долина" (22. фебруар, 1983)
- "Морски призор" (1 март, 1983)
- "Планинско језеро" (8. март, 1983)
- "Зимски сјај" (15. март, 1983)
- "Падање снега" (22. март, 1983)
- "Финалне рефлексије" (29. март. 1983)

### Сезона 2 (1983–1984)
Сада са националном публиком, Радост сликања продуцирао је "VIPB" у Мунсију, Индијана. "VIPB" је наставио да продуцира Радост сликања све до завршетка емисије 1994. године.
- "Језеро на ливади" (31. август, 1983)
- "Зимско Сунце" (7. септембар, 1983)
- "Ebony Sea" (14. септембар, 1983)
- "Нијансе сиве" (21. септембар, 1983)
- "Јесења раскош" (28. септембар, 1983)
- "Црна река" (5. октобар, 1983)
- "Браон планина" (12. октобар, 1983)
- "Рефлекције" (19. октобар, 1983)
- "Црно-бели морски призор" (26. октобар, 1983)
- "Лења река" (2. новембар, 1983)
- "Црни водопад" (9. новембар, 1983)
- "Планински водопад" (16. новембар, 1983)
- "Последња милост" (25. новембар, 1983)
- "Повлачење планине" (4. јануар, 1984)
- "Плави месец" (11. јануар, 1984)
- "Жубор потока" (18. јануар, 1984)
- "Зимска ноћ" (25. јануар, 1984)
- "Далека брда" (1. фебруар, 1984)
- "Прекривени мост" (8. фебруар, 1984)
- "Тихи рукавац" (15. фебруар, 1984)
- "Ноћна светлост" (22. фебруар, 1984)
- "Стари млин" (1. март, 1984)
- "Логорска ватра" (8. март, 1984)
- "Сеоска штала" (15. март, 1984)
- "Скривено језеро" (22. март, 1984)
- "Мирне воде" (29. март, 1984)

### Сезона 3 (1984–1985)
- "Љубичаста раскош" (5. септембар, 1984)
- "Мирна долина" (12. септембар, 1984)
- "Величанствене планине" (19. септембар, 1984)
- "Зимски пејзаж" (26. септембар, 1984)
- "Вечерњи морски пејзаж" (3. октобар, 1984)
- "Топао летњи дан" (10. октобар, 1984)
- "Кабина у шуми" (17. октобар, 1984)
- "Мочваре" (24. октобар, 1984)
- "Хладне воде" (31. октобар, 1984)
- "Тихе воде" (7. новембар, 1984)
- „Величанство северозапада" (14. новембар, 1984)
- "Јесењи дани" (21. новембар, 1984)
- "Планински изазов" (28. новембар, 1984)
- "Планински водопад" (2. јануар, 1985)
- "Ливада у сумрак" (9. јануар, 1985)
- "Цветање планине" (16. јануар, 1985)
- "Зимска тишина" (23. јануар, 1985)
- "Тихо језеро" (30. јануар, 1985)
- "Океански излазак Сунца" (6. фебруар, 1985) Специјална гошћа - Одреј Голден
- "Жубор потока" (13. фебруар, 1985)
- "Аризонски сјај" (20. фебруар, 1985)
- "Анатомија таласа" (27. фебруар, 1985) Специјална гошћа - Џојс Отер
- "Ветрењача" (6. март, 1985)
- "Јесења слава" (13. март, 1985)
- "Индијанка" (20. март, 1985)
- "Ливадски поток" (27. март, 1985)
- "Плава река" (1. мај, 1985)
- "Ивица природе" (8. мај, 1985)
- "Јутарња магла" (15. мај, 1985)
- "Шапћући поток" (22. мај, 1985)
- "Скривена шума" (29. мај, 1985)
- "Снежна стаза" (5. јун, 1985)
- "Арктичка лепота" (12. јун, 1985)
- "Западни хоризонти" (19. јун, 1985)
- "Високи дворац" (26. јун, 1985)
- "Живот на селу" (2. јул, 1985)
- "Западно пространство" (9. јул, 1985)
- "Marshlands" (16. јул, 1985)
- "Пламен боје" (23. јул, 1985)

### Сезона 4 (1985–1986)
- "Зимскa кабина" (2. октобар, 1985)
- "Осамљено језеро" 9. октобар, 1985)
- "Зимзелено при заласку Сунца" (16. октобар, 1985)
- "Кабина у планини" (23. октобар, 1985)
- "Портрет Сали" (30. октобар, 1985)
- "Магловит водопад" (6. новембар, 1985)
- "Амбар при заласку Сунца " (13. новембар, 1985)
- "Сјај планине" (20. новембар, 1985)
- "Језеро поред планине" (27. новембар, 1985)
- "Планинска слава" (6. децембар, 1985)
- "Сива зима" (13. децембар, 1985)
- "Призор докова" (20. децембар, 1985)
- "Тамни водопад" (27. децембар, 1985)
- "Магловита таласаста брда" (2. јануар, 1986)
- "Кабина крај језера" (9. јануар, 1986)
- "Топао зимски дан" (16. јануар, 1986)
- "Водени пут" (23.  јануар, 1986)
- "Уточиште ловаца" (30.  јануар, 1986)
- "Жуборећи планински поток" (6. фебруар, 1986)
- "Зимско скровиште" (13. фебруар, 1986)
- "Подножје планине" (20. фебруар, 1986)
- "Величанствени бор" (27. фебруар, 1986)
- "Кактус при заласку Сунца" (6. март, 1986)
- "Планински ранг" (13. март, 1986)
- "Усамљено повлачење" (20. март, 1986)
- "Северна светла" (27. март, 1986)
- "Зимски зимзелен" (30. март, 1986)
- "Сурфујмо" (7. мај, 1986)
- "Црвени залазак Сунца" (14. мај, 1986)
- "Ливадски пут" (21. мај, 1986)
- "Зимски овал" (28. мај, 1986)
- "Осамљена плажа" (4. јун, 1986)
- "Шумска брда" (11. јун, 1986)
- "Кућица поред пута" (18. јун, 1986)
- "Планински пролаз" 25. јун, 1986)
- "Сеоски шарм" (2. јул, 1986)
- "Природни рај" (9. јул, 1986)
- "Планина крај мора" (16. јул, 1986)
- "Планинско скровиште" (23. јул, 1986)

### Сезона 5 (1986–1987)
- "Високи врхови" (3. септембар, 1986)
- "Кабина при заласку Сунца" (10. септембар, 1986)
- "Водопади близанци" (17. септембар, 1986)
- "Осамљени мост" (24. септембар, 1986)
- "Океански поветарац" (1. октобар, 1986)
- "Јесење шуме" (8. октобар, 1986)
- "Зимска самоћа" (15. октобар, 1986)
- "Златни залазак Сунца" (22. октобар, 1986)
- "Планински овал" (29. октобар, 1986)
- "Океански залазак Сунца" (5. новембар, 1986)
- "Tроструки поглед" (12. новембар, 1986)
- "Зимска роса" (19. новембар, 1986)
- "Кабина поред језера" (26. новембар, 1986)
- "Планински ток" (31. децембар, 1986)
- "Сеоска кабина" (7. јануар, 1987)
- "Усхићена бела рада" (14. јануар, 1987)
- "Скривени ток" (21. јануар, 1987)
- "Високи глечер" (28. јануар, 1987)
- "Овални амбар" (4. фебруар, 1987)
- "Пролаз поред језера" (11. фебруар, 1987)
- "Овални залазак Сунца" (18. фебруар, 1987)
- "Зимски амбар" (25. фебруар, 1987)
- "Залазак изнад таласа" (4. март, 1987)
- "Златни сјај" (11. март, 1987)
- "Амбар поред пута" (18. март, 1987)
- "Срећна грешка" (25. март, 1987)
- "Златни чвор" (29. април, 1987)
- "Планинске рефлексије" (6. мај, 1987)
- "Осамљена планина" (13. мај, 1987)
- "Светло јесење лишће" (20. мај, 1987)
- "Црни морски пејзаз" (27. мај, 1987)
- "Стрме планине" (3. јун, 1987)
- "Тиха планинска река" (10. јун, 1987)
- "Вечерњи водопад" (17. јун, 1987)
- "Тропски морски пејзаз" (24. јун, 1987)
- "Планина при заласку Сунца" (1. јул, 1987)
- "Благи планински сјај" (8. јул, 1987)
- "Овална планина" (15. јул, 1987)
- "Зимска планина" (22. јул, 1987)

### Сезона 6 (1987–1988)
- "Таласаста брда" (2. септембар, 1987)
- "Смрзнута самоћа" (9. септембар, 1987)
- "Ливадски поток" (16. септембар, 1987)
- "Вечерњи залазак сунца" (23. септембар, 1987)
- "Планински поглед" (30. септембар, 1987)
- "Скривени поток" (7. октобар, 1987)
- "Мирно уточиште" (14. октобар, 1987)
- "Изложба планина" (21. октобар, 1987)
- "Смарагдне воде" (28. октобар, 1987)
- "Планински врх" (4. новембар, 1987)
- "Скривање у кабини" (11. новембар, 1987)
- "Овална суштина" (18. новембар, 1987)
- "Изгубљено језеро" (25. новембар, 1987)
- "Далеке планине" (30. децембар, 1987)
- "Изненађење са ливадског потока" (6. јануар, 1988)
- "Планинска овална месечина" (13. јануар, 1988)
- "Снежна самоћа" (20. јануар, 1988)
- "Планинска река" (27. јануар, 1988)
- "Грациозне планине" (3. фебруар, 1988)
- "Ветровити таласи" (10. фебруар, 1988)
- "На ведар дан" (17. фебруар, 1988)
- "Речно овално бекство" (24. фебруар, 1988)
- "Изненађујући водопади" (2. март, 1988)
- "Језерце у сенци" (9. март, 1988)
- "Мистична шума" (16. март, 1988)
- "Природно чудо" (23. март, 1988)
- "Splendor of Winter" (27. април, 1988)
- "Боје природе" (4. мај, 1988)
- "Дедин амбар" (11. мај, 1988)
- "Спокојне рефлексије" (18. мај, 1988)
- "Скривени зимски месец овално" (25. мај, 1988)
- "Таласи чуда" (1. јун, 1988)
- "Колиба крај језерцета" (8. јун, 1988)
- "Јесењи ток" (15. јун, 1988)
- "Снег на бадње вече" (22. јун, 1988)
- "Шумско јутро овално" (29. јун, 1988)
- "Пут до јесени" (6. јул, 1988)
- "Дубоко шумско језеро" (13. јул, 1988)
- "Величанствени врхови" (20. јул, 1988)

### Сезона 7 (1988–1989)
- "Две сезоне" (17. август, 1988)
- "Угнежђена колиба" (24. август, 1988)
- "Зимско откриће" (31. август, 1988)
- "Планинска илузија" (7. септембар, 1988)
- "Дупла овална фантазија" (14. септембар, 1988)
- "Госпођа посматрач" (21. септембар, 1988)
- "Дубоке шуме" (28. септембар, 1988)
- "Плима" (5. октобар, 1988)
- "Амбар у снегу овално" (12. октобар, 1988)
- "То време у години" (19. октобар, 1988) Специјални гост - Стив Рос (Син Боб Роса)
- "Чудесан водопад" (26. октобар, 1988)
- "Mоћно планинско језеро" (2. новембар, 1988)
- "Шумовит млаз овално" (9. новембар, 1988)
- "Златна магла овално" (4. јануар, 1989)
- "Стари дом" (11. јануар, 1989)
- "Умирујући поглед" (18. јануар, 1989)
- "Олујна мора" (25. јануар, 1989)
- "Време за село" (1. фебруар, 1989)
- "Благи зимски дан" (8. фебруар, 1989)
- "Спектакуларни водопад" (15. фебруар, 1989)
- "Поглед из парка" (22. фебруар, 1989)
- "Поглед крај језера" (1. март, 1989)
- "Стари сеоски млин" (8. март, 1989)
- "Јутарња шетња" (15. март, 1989)
- "Сјај природе" (22. март, 1989)
- "Планинска лепота" (29. март, 1989)

### Сезона 8 (1989–1990)
- "Апсолутна јесен" (12. јул, 1989)
- "Полу-овална вињета" (5. јул, 1989)
- "Планинска осамљеност" (19. јул, 1989)
- "Тамноцрвена овално" (26. јул, 1989)
- "Јесења изложба" (2. август, 1989)
- "Величанствени врхови" (9. август, 1989)
- "Златна јутарња магла" (16. август, 1989)
- "Зимска чипка" (23. август, 1989)
- "Морска фантазија" (30. август, 1989)
- "Дупли овални ток" (6. септембар, 1989)
- "Зачарана шума" (13. септембар, 1989)
- "Југозападни спокој" (20. септембар, 1989)
- "Таласаве воде" (27. септембар, 1989)
- "Магија снежних падавина" (3. јануар, 1990)
- "Тихо планинско језеро" (10. јануар, 1990)
- "Завршни жар сунчеве светлости" (17. јануар, 1990)
- "Снежно свитање" (24. јануар, 1990)
- "Камперово уточиште" (31. јануар, 1990)
- "Водопад у шумама" (7. фебруар, 1990)
- "Прекривени мост овално" (14. фебруар, 1990)
- "Сценска осамљеност" ( 21. фебруар, 1990)
- "Осека" (28. фебруар, 1990)
- "Након кише" (7. март, 1990)
- "Зимска елеганција" (14. март, 1990)
- "Вечерњи мир" (21. март, 1990)
- "Долина смирености" (28. март, 1990)
- "Mистична планина" (4. април, 1990)
- "Зора новог дана" (11. април, 1990)
- "Пастелна зима" (18. април, 1990)
- "Магловит дан" (25. април, 1990)
- "Божанска елеганција" (2. мај, 1990)
- "Крај ивице" (9. мај, 1990)
- "Јесења фанзазија" (16. мај, 1990)
- "Стари храст" (23. мај, 1990)
- "Зимски рај" (30. мај, 1990)
- "Дани пролазе" (6. јун, 1990)
- "Смењивање годишњих доба" (13. јун, 1990)
- "Скривено уживање" (20. јун, 1990)
- "Други поглед" (27. јун, 1990)

### Сезона 9 (1990–1991)
- "Долински поглед" (5. септембар, 1990)
- "Мирна зора" (12. септембар, 1990)
- "Краљевско величанство" (19. септембар, 1990)
- "Спокојство" (26. септембар, 1990)
- "Колиба на крају суђења" (3. октобар, 1990)
- "Планинска рапсодија" (10. октобар, 1990)
- "Кабина у дивљини (17. октобар, 1990)
- "Поред мора" (24. октобар, 1990)
- "Индијско лето" (31. октобар, 1990)
- "Плава зима" (7. новембар, 1990)
- "Пустињски сјај" (14. новембар, 1990)
- "Осамљена планина" (21. новембар, 1990)
- "Слава Флориде" (28. новембар, 1990)
- "Слике јесени" (1. јануар, 1991)
- "Наговештај пролећа" (8. јануар, 1991)
- "Иза кривине" (15. јануар, 1991)
- "Сеоски овални" (22. јануар, 1991)
- "Риђа зима" (29. јануар, 1991)
- "Љубичаста измаглица" (5. фебруар, 1991)
- "Димензије" (12. фебруар, 1991)
- "Кућа у дубокој дивљини" (19. фебруар, 1991)
- "Уточиште у долини" (26. фебруар, 1991)
- "Зимска меланхолија" (5. март, 1991)
- "Пастелни морски пејзаз" (12. март, 1991)
- "Сеоски поток" (19. март, 1991)
- "Тиха шума" (26. март, 1991)

### Сезона 10 (1991–1992)
- "Ледено зимско јутро" (3. септембар, 1991)
- "Шумски крај" (10. септембар, 1991)
- "Језеро крај планинског гребена" (17. септембар, 1991)
- "Златне рефлексије" (24. септембар, 1991)
- "Тиха увала" (1. октобар, 1991)
- "Мирна река" (8. октобар, 1991)
- "Јутарња светлост" (15. октобар, 1991)
- "Водопад у долини" (22. октобар, 1991)
- "Toward Day's End" (29. октобар, 1991)
- "Јесења клисура" (5. новембар, 1991)
- "Залеђена лепота у вињети" (12. новембар, 1991)
- "Тамноцрвена плима" (19. новембар, 1991)
- "Зимско блаженство" (26. новембар, 1991)
- "Сива планина" (7. јануар, 1992)
- "Успутно језерце" (14. јануар, 1992)
- "Тетон зима" (21. јануар, 1992)
- "Кућица на ливади" (28. јануар, 1992)
- "Леп јесењи дан" (4. фебруар, 1992)
- "Слике у огледалу" (11. фебруар, 1992)
- "Пут залеђа" (18. фебруар, 1992)
- "Грациозни водопад" (25. фебруар, 1992)
- "Ледено језеро" (3. март, 1992)
- "Чамац на плажи" (10. март, 1992)
- "Портрет зиме" (17. март, 1992)
- "Пешачки мост"  (24. март, 1992)
- "Завејана колиба" (31. март, 1992)

## Наслеђе
Године 1994. Боб Рос појавио се у Бил Нај научник, где је извео самопародијски део под називом "The Artistic Eye with Bob Ross.”
Као део свог покретања Tвич Криејтива, Твич је емитовао сваку епизоду Радости сликања током периода од девет дана почевши од 29. октобра 2015. - што је могао бити Росов 73. рођендан. Твич је известио да је маратон пратило 5,6 милиона гледалаца и због његове популарности креирало је недељно реемитовање свих 31 сезона Радости сликања на Твичу сваког понедељка од новембра 2015. године и имаће маратон епизода сваког 29. октобра. Део прихода од оглашавања обећан је добротворним организацијама, укључујући Дечију истраживачку болницу "St. Jude". Овај догађај је такође поновљен и 29. октобра 2016. за његов 74. рођендан.
У 2015. години, све 403 епизоде Радости сликања додате су на званични Јутуб канал Боб Роса. У јуну 2016. Нетфликс је груписао неколико епизода Радости сликања из 1991. и 1992. године под именом Лепота је свуда. Друга група епизода названa "Chill with Bob Ross" је додата у децембру. У 2020. "Tubi" је додао 30 сезона Радости сликања, које су бројале скоро 400 епизода, на своју платформу потпуно бесплатно.
У новембру 2017. објављен је први трејлер за филм Дедпул 2 из 2018. године, у којем је приказана пародија Радости сликања са Рајаном Ренолдсом у улози Дедпула.
Радост сликања је добила лиценцу за мерчандајзинг, укључујући "Chia Pet" и житарице за доручак произведене од стране произвођача "Flutie Flakes".
Године 2020, емисија се враћа на телевизију на каналу "BBC Four" као део "Culture Quarantine Programming" са првим емитовањем 20. априла 2020.

## Спољашне везе
- Званични веб-сајт
- Радост Сликања  на IMDb
- Боб Росов канал на Јутубу
- Боб Рос на Твичу